# Visambacht (Brugge)

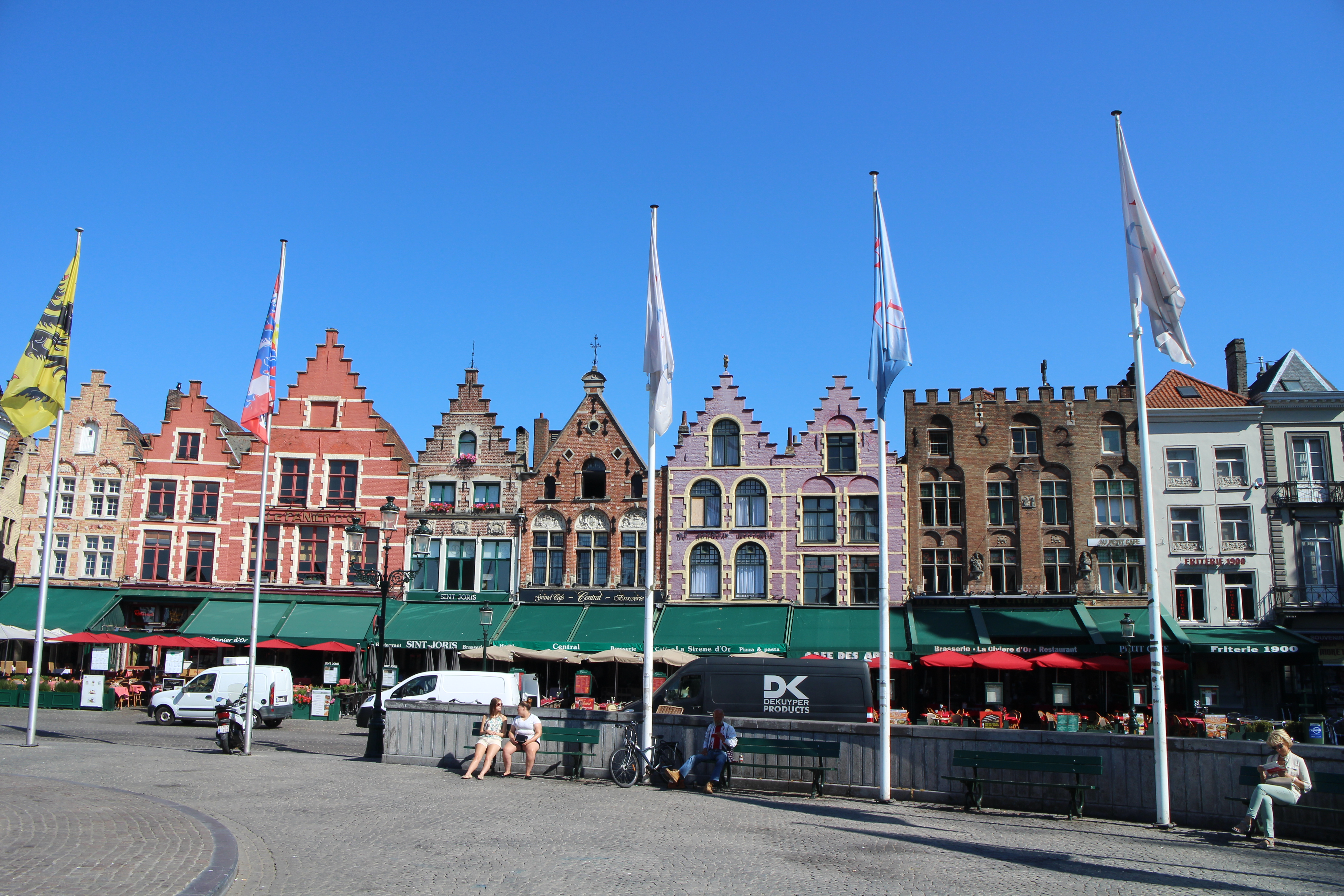
Huizen op de Markt van Brugge, met rechts het vroegere ambachthuis van de vishandelaars

Het visambacht in Brugge behoorde, samen met het Vleesambacht, tot de voornaamste ambachten, vanaf de vroege middeleeuwen tot op het einde van het ancien régime.

## Geschiedenis
Het Rijksarchief in Brugge bewaart een register, genaamd Rooden Bouck, daterend uit 1622, met afschrift van 91 akten daterende van 1370 tot 1621. Het Rijksarchief bewaart ook resolutieboeken en andere stukken afkomstig van het ambacht van de Vrije Vischcoopers, evenals een ledenregister dat loopt van 1425 tot 1795. Op basis hiervan kan de geschiedenis van het ambacht grotendeels worden nagegaan.
De verkoop van vis was in Brugge al heel vroeg geregeld in door de graaf of door de stadsmagistraat opgelegde reglementen, respectievelijk toegestane vrijheden. Vishandelaren werden in 1241 vermeld, naast beenhouwers, bakkers en ververs. Een ambacht van vishandelaren bestond zeker al voor 1280, maar het charter dat het bevestigde ging in de brand van het belfort van Brugge in dat jaar verloren. Graaf Gwijde van Dampierre verleende onmiddellijk een nieuw charter. Het werd in 1384 hernieuwd door graaf Lodewijk van Male en in 1405 bevestigd door hertog Jan Zonder Vrees. De voorwaarden die aan het ambacht werden opgelegd betroffen strenge regels voor wat betreft de versheid en de hygiënische behandeling van de vis.
Het ambacht werd bestuurd door een deken (in 1302 'hoofdman' genoemd) en vijf 'vinders'. In dienstverband bezoldigde het ambacht een priester, die dagelijks de mis voor hen las, een griffier of 'gouverneur', die voor de financiële verrichtingen instond, en een klerk.
Het ambachtshuis bevond zich op de Markt van Brugge en heette In de Drie meunikken. In nissen op de gevel stonden oorspronkelijk de beelden van de twee patroons van het ambacht, de apostels Petrus en Andreas. Het ambacht gebruikte slechts één kamer in het gebouw, de rest werd verhuurd. Het ambacht bezat nog twee andere aanpalende huizen op de Markt, genaamd de Visch en 't Meulekin.
Het ambacht hield zijn religieuze bijeenkomsten in de Sint-Christoffelkapel op de Markt. Vanaf 1575 bewaarden ze er het schilderij De Miraculeuze Visvangst, dat ze bestelden bij Pieter Pourbus.
Het ambacht telde een eerder gering aantal leden. Het slaagde erin, net zoals het vleesambacht, het voorrecht te bekomen van de familiale erfelijkheid binnen het ambacht. Toen het aantal leden steeds lager werd, vond men twee middelen om het op peil te houden. Enerzijds werden in 1493 12 notabele poorters lid gemaakt, met recht van erfopvolging. Onder hen bevonden zich Pieter Anchemant, Boudewijn Haghebaert, Simon De Boodt en Franciscus Wydts, die voor talrijke opvolgers zouden zorgen. Een tweede middel werd gevonden door aan de schouten van Brugge het lidmaatschap aan te bieden tijdens de uitoefening van hun ambt en vooral het lidmaatschap aan te bieden ten gunste van de kinderen die tijdens hun ambtsperiode geboren werden. Ook deze regel bracht heel wat leden bij.
Het resultaat van de nieuwe regels was echter dat na verloop van tijd het visambacht onder zijn leden geen enkele beoefenaar van het beroep meer telde. De notabele of adellijke leden beschouwden dit lidmaatschap als een onroerend goed dat ze in portefeuille hadden en dat ze in huur konden geven aan echte vishandelaars. Na hun dood werd dit lidmaatschap geërfd door een van hun kinderen.
De schouten die van het voorrecht gebruik maakten om zelf lid van het visambacht te worden, waren: Maarten Lem (1482), Jan van Nieuwenhove (1483), Pieter Lanchals (1486), Cornelis Metteneye (1490), Filips Pinnock (1495), Jan Metteneye (1517), Jacob Van Halewyn (1518), Simon Van Halewyn (1534), Adolf van Maldeghem (1538), Joris van Themseke (1556), Jan van Pamel (1585), Floris van den Eekhoute (1622), Franciscus de Vuldere (1662), Ferdinand de Vicq (1683), Franciscus de Nieulant (1715) en Philippe de Schietere de Maelstaple (1721). Daarnaast waren er schouten die zelf geen aanspraak op lidmaatschap maakten, maar wel sommige kinderen inschreven. Dit gold voor schouten Jacob de Vooght, Joos van der Vinckt en Elias Uten Kelnare.
De opvolging van deze leden die geen beroepsuitoefenaars waren, was zeer talrijk. De families die het meeste leden leverden waren: Anchemant (63), Canneel (63), Haghebaert (48), De Boodt (26), De Vooght (23), Uten Keulnare (18), Wyts (12). Weldra, en zeker vanaf de zeventiende eeuw, was er geen enkele vishandelaar nog lid van het visambacht. De echte vishandelaars waren een ondergeschikte klasse geworden, die hun beroep slechts konden uitoefenen in de mate waarin ze die uitoefening konden huren van een van de leden.
Ondergeschikt aan het visambacht was er het ambacht van de visvervoerders. Het ging om diegenen die vanuit de vissershavens gelegen in West-Vlaanderen, Noord-Frankrijk en Zeeland, de vis naar Brugge vervoerden. Ze leverden hun goederen af in de vismijn, gelegen onder de Waterhalle, waar ze onder leiding van de door de stad aangestelde mijnmeester werden geveild.  Zij hielden hun religieuze bijeenkomsten in de Sint-Jooskapel in de Ezelstraat.
De vismarkt zelf werd op de Markt van Brugge gehouden, waar elk lid van het ambacht (of zijn huurder) een stal had. In 1745 verhuisde de markt naar de Braamberg, de plek waar in de Franse tijd een markt in natuursteen werd gebouwd, die nog altijd aanwezig is.

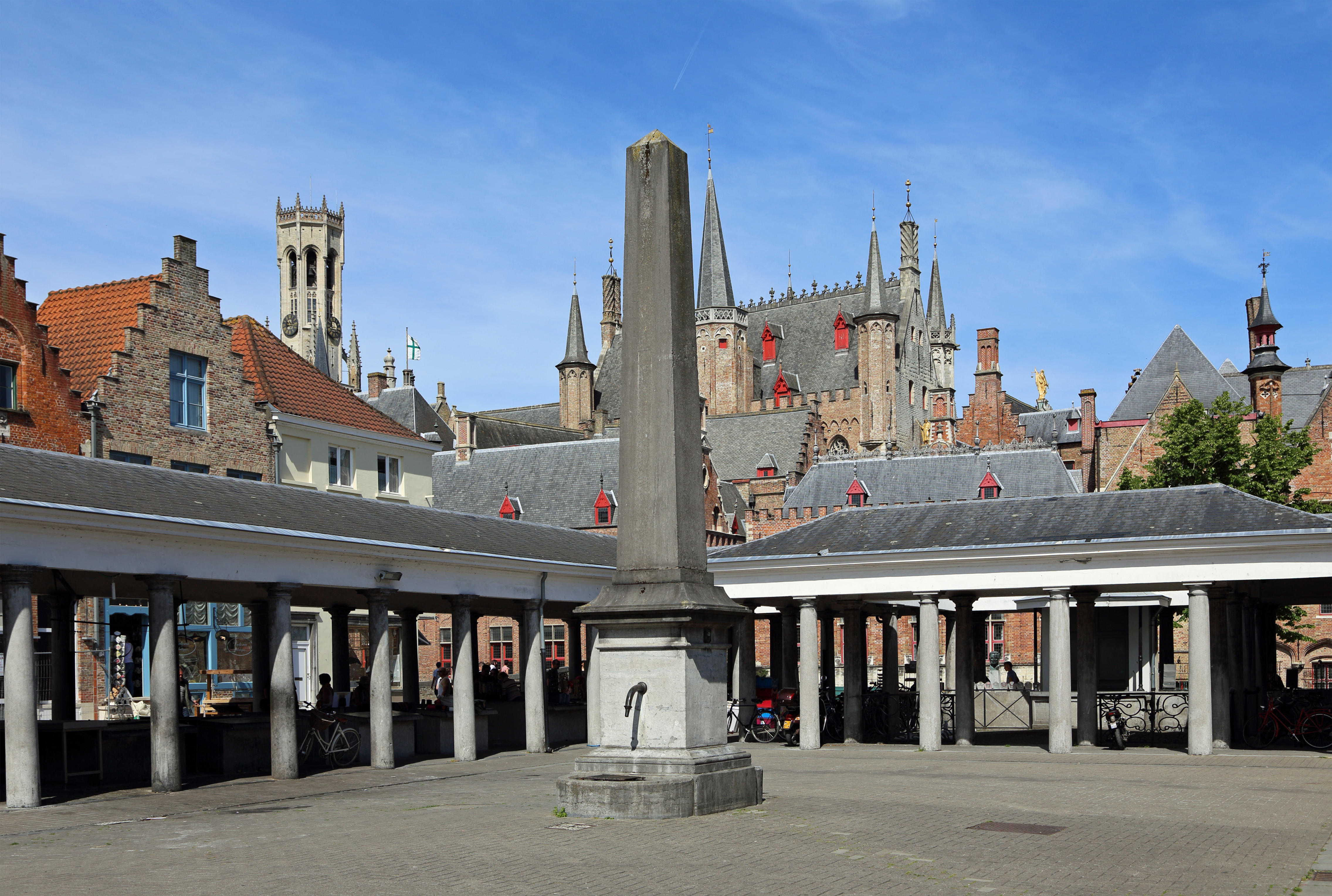
De Brugse Vismarkt

## Voetnoten
1. ↑  Tegenwoordig in twee horecazaken verdeeld: de Civière d'Or en de Petit Café.
2. ↑  Het schilderij behoort thans tot de verzameling van de Musea voor Schone Kunsten in Brussel.
3. ↑   Voortaan Vismarkt genoemd